# 北白川宮能久親王
北白川宮能久親王（日语：／ kitashirakawanomiya yoshihisashinnō，弘化四年二月十六日－明治二十八年十月二十八日，1847年4月1日—1895年10月28日），日本幕末時期至明治時代皇族、陸軍軍官。他是伏見宮邦家親王第9子，生母是堀内信子，幼名滿宮（みつのみや）。曾赴普魯士戰爭學院深造，任中將近衛師團長，一般稱之為北白川宮能久親王、能久親王。在乙未戰爭攻臺時死亡，追贈大將。

## 簡介

### 生平
北白川宮能久親王生於京都，是伏見宮邦家亲王第九子，仁孝天皇之猶子。明治維新時，被江户幕府和奧羽越列藩同盟推為東武天皇，但在戊辰戰爭中遭薩摩藩長州藩聯軍擊敗，被倒幕派的明治政府指為「朝敵」，後來被軟禁在京都，敕令剃髮出家。明治三年（1870年）獲特赦並還俗，赴普魯士軍校深造。返國後任大阪師團長，甲午戰爭首捷，升近衛師團中將攻臺司令官。

### 攻台與逝世

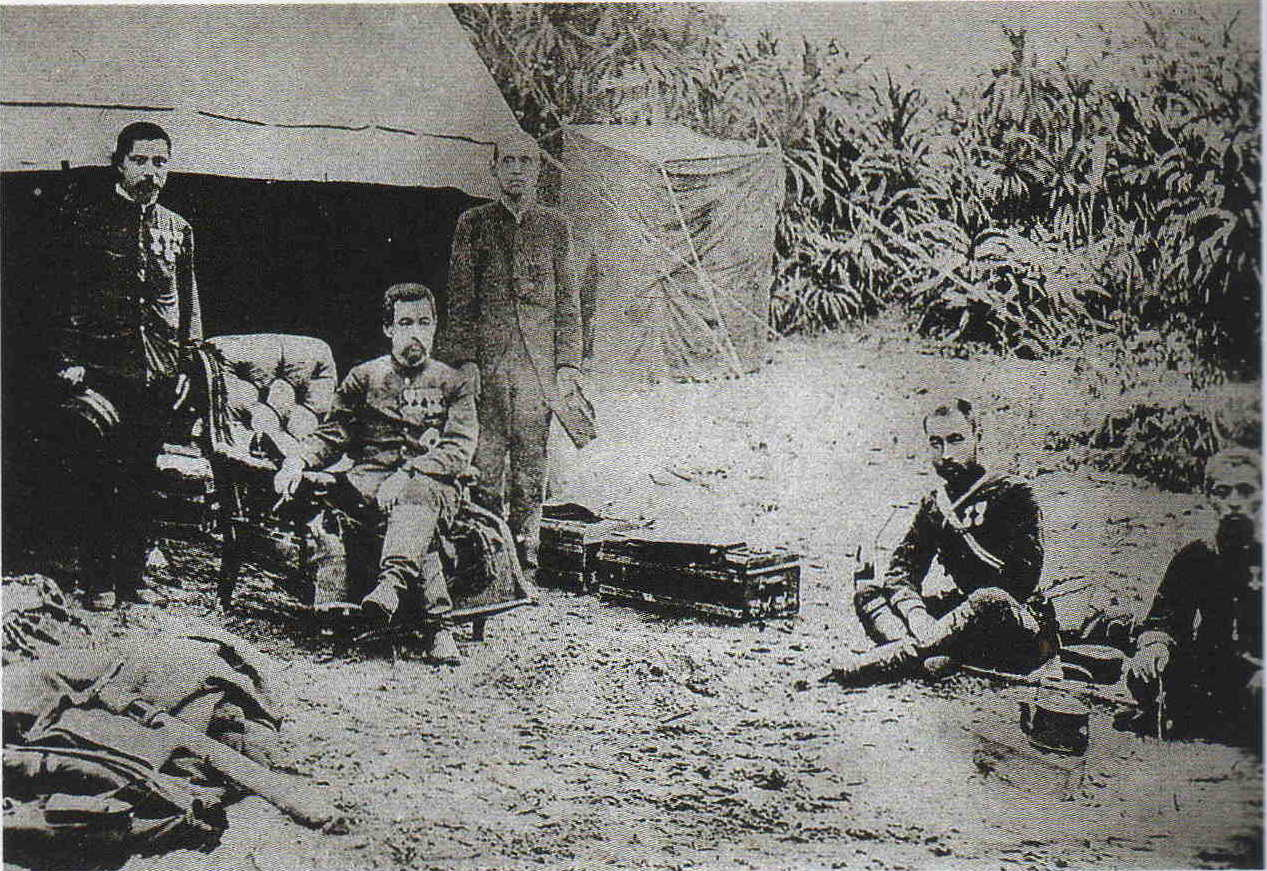
北白川宮能久親王在戰役中於澳底就地紮營

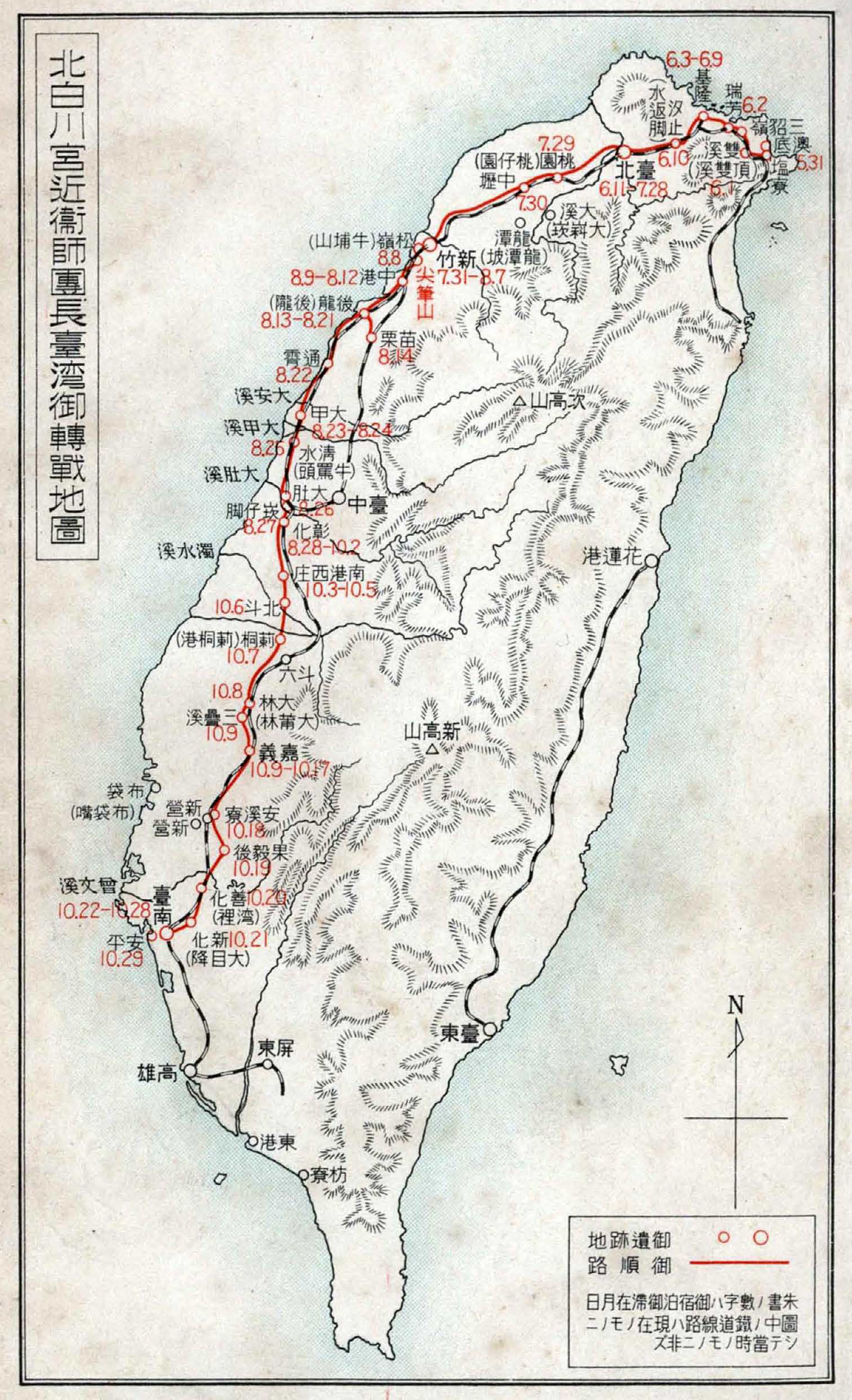
北白川宮能久攻台地圖

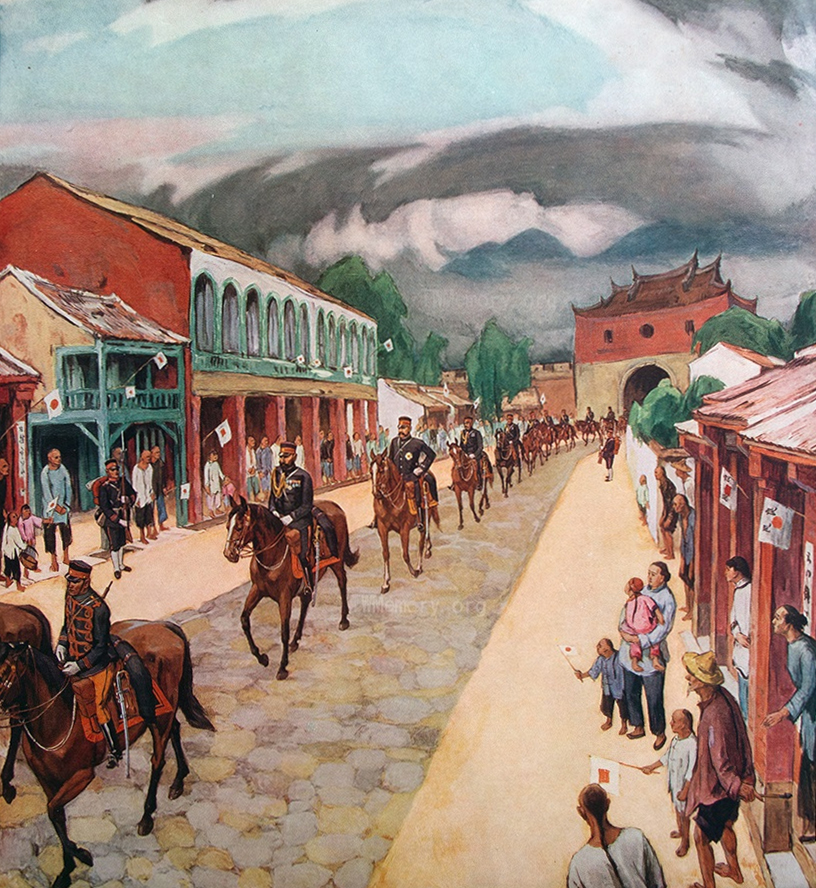
日軍進臺北城想像圖；遠方為北門，騎馬第2人為北白川宮能久親王。

《馬關條約》於1895年4月17日簽訂，由此台灣割讓給日本，並於5月8日生效，而台灣民主國於5月25日成立，以反對割讓的決議。日本方面，樺山資紀被任命為首任台灣總督，並展開接收台灣計畫。北白川宮能久親王率領近衛師團於5月29日自澳底登陸，隨即展開為期數月的乙未戰爭，行經基隆、台北、新竹、清水、彰化、嘉義等地，但因感染霍亂（一說瘧疾）於10月28日病逝於台南。11月4日，由橫須賀上陸返抵東京，當下日本官方公文與電報稱其因病返國。11月5日，宮內省告示第十四號發表《近衛師團長能久親王殿下薨去ノ儀》，公布親王之死訊，後將能久親王遺體運至豊島岡墓地於11月11日舉行國葬。
台灣日治時期50年間，能久親王被日本人神格化，在台灣神社（現地址為圓山大飯店）以能久親王為主祀的神祇，將其「薨去」之日（10月28日）定為台灣神社的例祭日，此外在其身故之地的台南興建台南神社。而北白川宮能久親王的紀念史蹟，原先以台灣神社、台南神社、澳底征台紀念碑為主。1930年代後，日本官方於北白川宮能久親王在台駐足之大小場所俱興建紀念碑以示尊敬。

## 死亡之謎

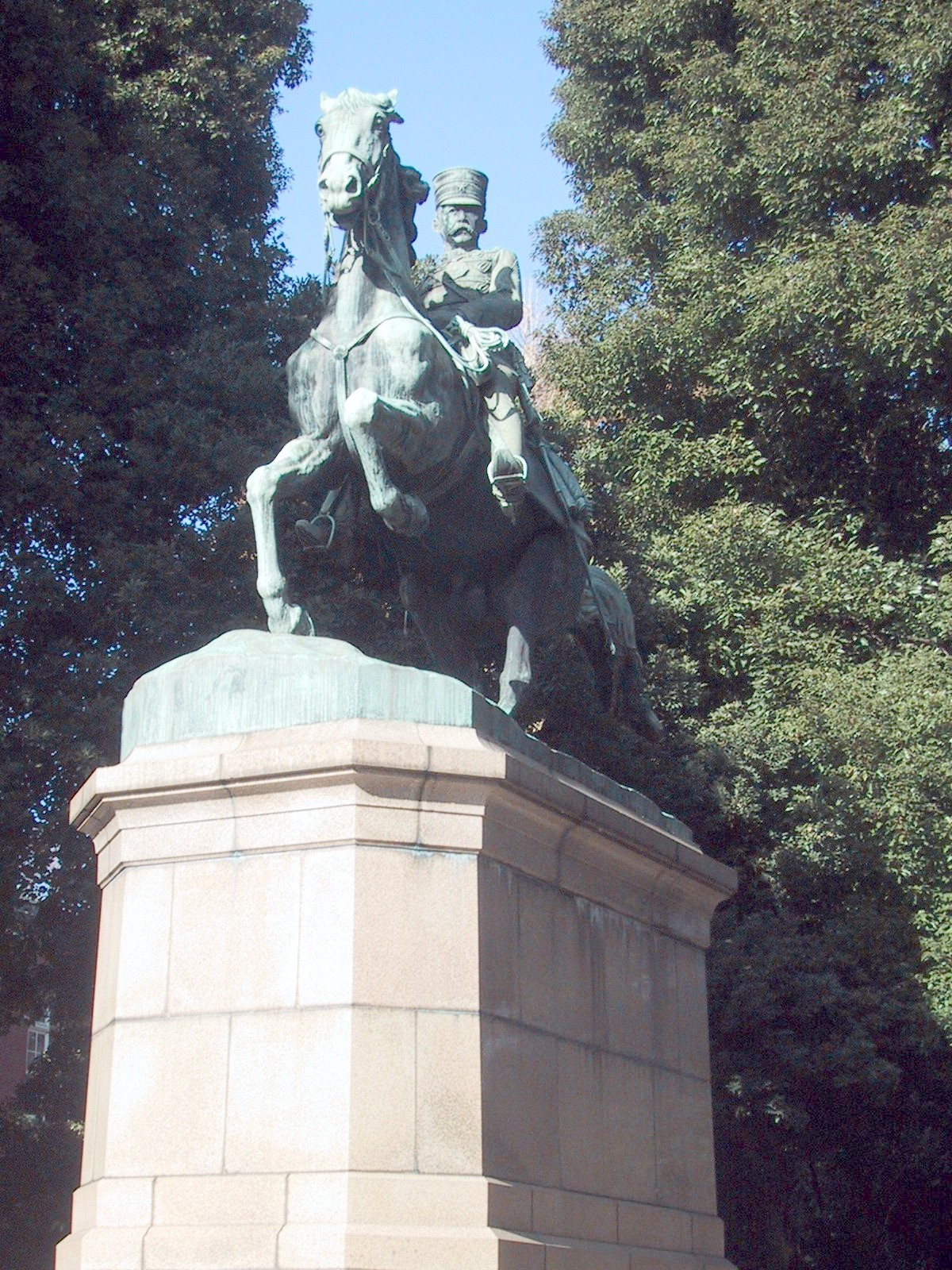
北白川宮能久親王銅像（北之丸公園）

日本方面一般認為能久親王因罹患瘧疾而病死，死於明治28年10月28日7時16分。而台灣民間多傳說能久親王是在台遭義軍伏擊而死，真實情況如何，眾說紛紜。
台灣文史研究者黃榮洛考證後提出的說法認為，北白川宮能久在新竹牛埔山即已中彈身亡。當時其弟伏見宮貞愛親王剛好率兵至台支援，於是日軍隱瞞北白川宮死訊，以貞愛親王作為其替身南下。貞愛親王在彰化、虎尾、嘉義迭遇險境終受重傷，日方為了保密，其在台南經由擔架抬上船時仍以能久親王的身分掩飾，讓台南目擊民眾以為能久親王重病回國。當時各地都傳出能久親王死於該地起義軍之手，例如：新竹、苗栗、大甲、彰化、北斗、雲林、大林、義竹、鹽水、佳里、善化等地。後來日本在台官員在北白川宮死亡之地牛埔山立了御露營紀念碑，和別處的紀念碑不同，除了列上全銜外，背面有相當長的碑文，最後一句是：「下馬而顧望，必見江山之蒼涼」，紀念碑造型則如同墓地一般。之後，包括其夫人能久親王妃富子與長子竹田宮恒久王等人多次到牛埔山祭拜能久親王，日本皇太子裕仁親王（後來的昭和天皇）來台時，還特派侍從到新竹神社祭拜。從日本皇族對牛埔山紀念碑的重視，可見其中有特殊的地方。
根據日本官方記載，能久親王係在攻台之役中罹患霍亂（瘧疾）而死。在相關的記載裡，乙未攻台之役，日軍確有不少罹患霍亂的情形，一般而言若是暴發型（乾性）霍亂，病程在3－7天惡化到死亡率最高的典型循環衰竭階段。從日方公布的文件、資料顯示，能久親王係於明治28年10月28日在台南死亡，在過程中曾有軍醫於10月25日於台南發出的記載能久親王病篤描述的「10月30日 石坂軍医総監発 北白川宮殿下御容態の報」，內容記載了10月25日能久親王在霍亂第二、三階段病程─瀉吐期、脫水期的典型臨床症狀表現，包括攝氏三十八度高燒、心跳快速等，兩個階段病程各約三天，進入脫水期，如若無法恢復往往因循環衰竭而休克死亡。依此，能久親王在症狀表現的三天後經歷休克狀態乃至死亡的病程，確是合乎常理的。

## 御遺跡地
臺北州
- 澳底御上陸地（澳底御上陸御露營紀念碑）
- 頂雙溪御舍營所
- 三貂嶺之嶮
- 瑞芳御舍營所址（瑞芳御舍營紀念碑）
- 圓窗嶺司令所
- 基隆舊海關御舍營所（北白川宮能久親王紀念碑）
- 水返脚御舍營所
- 臺北御駐營之址（布政使司衙門）

新竹州
- 桃仔園御休憩所址
- 桃仔園御舍營所址
- 中壢御舍營所（中壢御舍營所紀念碑）
- 新竹御舍營所址（潛園爽吟閣）
- 牛埔山御露營地（牛埔山紀念碑，位處今新竹市立成德高級中學校址）
- 尖筆山司令所
- 中港御舍營所
- 後壠御舍營所
- 苗栗司令所（苗栗御進軍紀念碑）
- 通宵御舍營所址（通霄神社）

臺中州
- 大甲御舍營所（大甲御舍營所紀念碑）
- 牛罵頭御舍營所
- 大肚御舍營所（磺溪書院）
- 大肚御露營地（大肚御露營地紀念碑）
- 大肚御遺跡戰線御視察之所
- 八卦山司令所（紀念碑於現在八卦山大佛位置）
- 彰化御駐營之址
- 湳港西御舍營所（永靖餘三館、紀念碑）
- 北斗御舍營所址
- 鹿港軍情視察所（鹿港文武廟、紀念碑）

臺南州
- 莿桐巷御舍營所址（莿桐御舍營記念碑）
- 三疊溪御舍營所
- 埤仔頭司令所
- 嘉義御舍營所址
- 安溪藔御舍營所址
- 果毅後御舍營所址
- 灣裡御舍營所
- 大目降御舍營所（新化鍾家古厝）
- 臺南安海街御舍營所址
- 御終焉之地（臺南神社）[6][7]

## 家庭

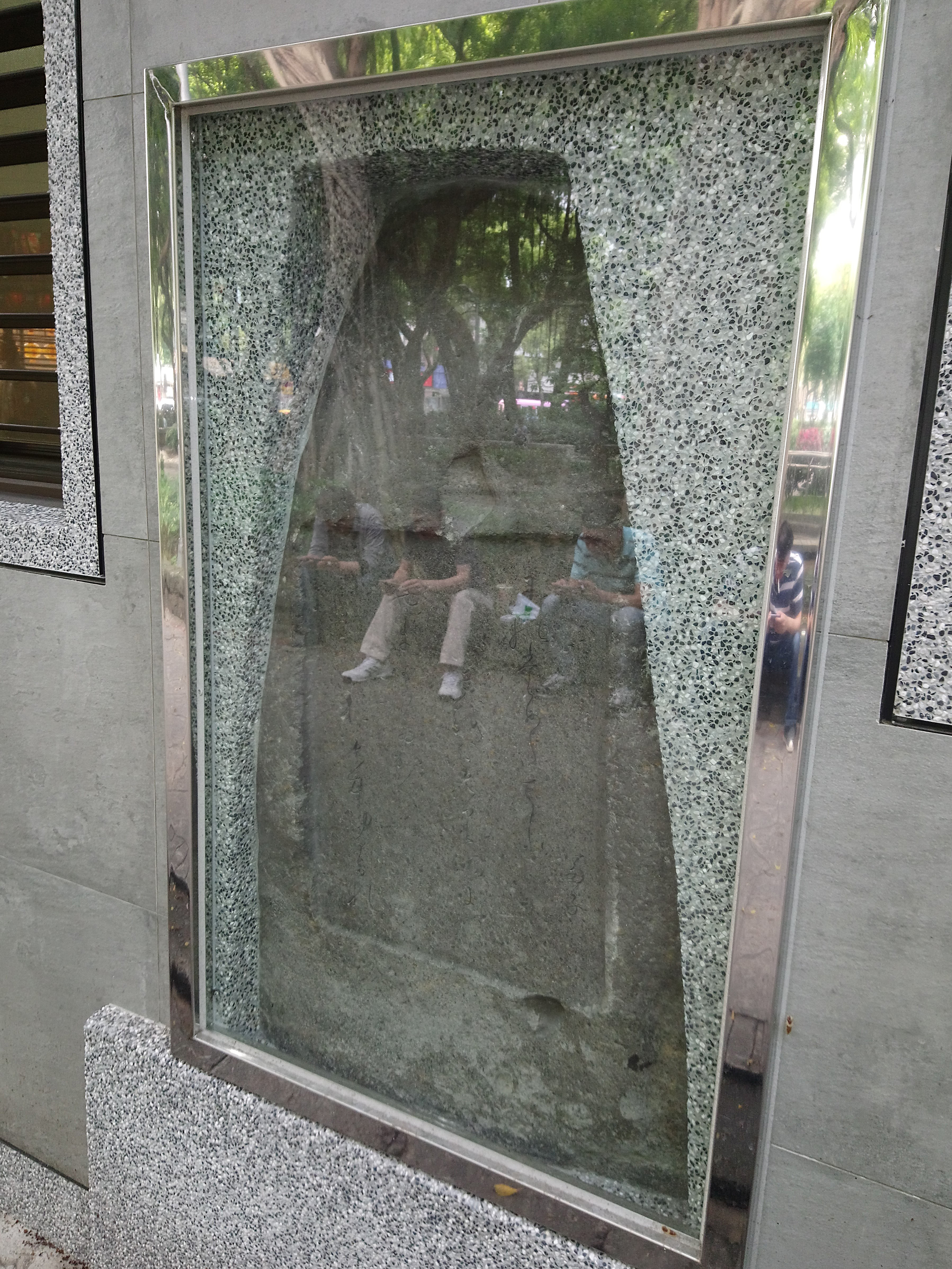
北白川宮大妃殿下（能久親王妃富子）御歌碑

- 父母：伏見宮邦家親王 - 妃鷹司景子 - （生母）堀内信子
- 兄弟：晃親王 - 嘉言親王 - 譲仁親王 - 朝彦親王 - 微妙院 - 貞教親王 - 喜久宮 - 彰仁親王 - 能久親王 - 誠宮 - 愛宮 - 博经親王 - 智成親王 - 貞愛親王 - 清棲家教 - 載仁親王 - 依仁親王（女子省略）
- 妻：山内光子（後離婚） - 島津富子
- 子：
  - 第1王子：竹田宮恒久王（1882年 - 1919年）（母：女房申橋幸子）
  - 第2王子：延久王（1885年 - 1886年）（母：女房岩浪稻子）
  - 第1王女：滿子女王（1885年 - 1975年、伯爵甘露寺受長夫人）（母：女房申橋幸子）
  - 第3王子：北白川宮成久王（1887年 - 1923年）（母：妃富子）
  - 第2王女：貞子女王（1887年 - 1964年、伯爵有馬賴寧夫人）（母：女房岩浪稻子）
  - 第4王子：小松輝久（1888年 - 1970年）（母：女房岩浪稻子）
  - 第5王子：二荒芳之（1889年 - 1909年）（母：申橋カネ）
    - 子：（養子）二荒芳德（1886年 - 1967年、侯爵伊達宗徳九男）

  - 第3王女：武子女王（1890年 - 1977年、子爵保科正昭夫人）（母：女房申橋幸子）
  - 第6王子：上野正雄（1890年 - 1965年）（母：前波荣）
    - 妻：惠以子（1894年 - 1945年、伯爵伊達宗基長女）、敏子（1904年 - 、慶行院利敬長女）
    - 子：順子 - 正泰 - 龍雄 - 忠雄 - 悦子 - 久雄

  - 第4王女：信子女王（1891年 - 1892年）（母：女房申橋幸子）
  - 第5王女：擴子女王（1895年 - 1990年、伯爵二荒芳德夫人）（母：浮山幾牟）

## 軼事
北白川宮能久親王曾於新竹牛埔山建立御露營地，即位於今日的市立成德高中校園，他死後，其子北白川宮成久王為了紀念其父，於該地周圍植下了兩棵黑松樹，如今該樹成為成德的老校樹，陪伴許多成中人成長，其中2014年此樹曾面臨倒塌危機而交由當時的新竹市政府列管制搶救維護。

## 相關作品

### 小說
- 長尾宇迦『戊辰秘策 小説・輪王寺宮公現』（新人物往来社、1998年） ISBN 4-404-02662-5
- 吉村昭『彰義隊』
  - （朝日新聞社、2005年） ISBN 4-02-250073-5
  - （新潮文庫、2008年） ISBN 978-4-10-111750-8

### 電影
| 年份 | 片名     | 演員     |
| ---- | -------- | -------- |
| 2008 | 一八九五 | 日比野玲 |